# Elio Civinini
Elio Civinini (Pistoia, 6 gennaio 1909 – Pistoia, 30 settembre 2005) è stato un calciatore e allenatore di calcio italiano, di ruolo attaccante.

## Carriera

### Giocatore
Detto anche Civinini I, disputa con la maglia della Pistoiese 27 gare segnando 12 reti nel campionato di Divisione Nazionale 1928-1929, e 75 partite con 41 gol nei successivi tre campionati di Serie B.

### Allenatore
Ha allenato la Pistoiese (all'epoca denominata Pistoia) per tre stagioni consecutive, dal 1937 al 1940, l'ultima delle quali in coppia con Aldo Baldi.

### Dirigente sportivo
Ha ricoperto il ruolo di presidente della Pistoiese nell'immediato dopoguerra, dal 1945 al 1947 e poi ancora dal 1948 al 1949.